# James Edward Oliver
James Edward Oliver (* 27. Juli 1829 in Portland, Maine; † 27. März 1895) war ein US-amerikanischer Mathematiker.
Oliver studierte ab 1846 am Harvard College und machte 1849 seinen Abschluss. Ab 1850 arbeitete er für das neugegründete American Ephemeris and Nautical Almanac in Cambridge, Massachusetts. 1870 erhielt er eine Professur für Mathematik an der Cornell University in Ithaca, New York, wo er Vorlesungen über die verschiedensten mathematischen Teilgebiete hielt und wegweisende Arbeiten zur Beziehung von Wahrscheinlichkeitstheorie und Wirtschaftswissenschaft vorlegte. Auch war er Co-Autor mehrerer Lehrbücher, darunter über Algebra oder Trigonometrie.
1861 wurde Oliver in die American Academy of Arts and Sciences gewählt, 1872 in die National Academy of Sciences, 1873 in die American Philosophical Society und 1876 in die American Association for the Advancement of Science.
Oliver war seit 1888 mit Sara Theresa Van Patten verheiratet. 1889/90 verbrachte er 14 Monate in Europa, vor allem bei Arthur Cayley in Cambridge und bei Felix Klein in Göttingen. Anfang 1895 erkrankte Oliver schwer und verstarb nach zehn Wochen Krankheit. Sein Grab befindet sich auf dem Pine Grove Cemetery in Lynn, Massachusetts.